# Ehang UAV
Ehang UAV (en español: Vehículo Aéreo No Tripulado Ehang) son una serie de vehículos aéreos no tripulados desarrollados por la empresa china Beijing Yi-Hang Creation Science & Technology Co., Ltd. que han entrado en servicio en China para la fotografía aérea, fotografía, y misiones de encuesta.
En enero de 2016 Ehang anunció nuevos drones capaces de transportar pasajeros, en un primer logro mundial. La compañía anunció planes con la Agencia de Carreteras y Transporte de Dubái en 2017 para lanzar un servicio autónomo de taxi aéreo a partir del verano de 2017, aunque desde noviembre de 2017 no ha habido noticias sobre dicho lanzamiento. La compañía también ha trabajado con un proyecto del Instituto de Sistemas Autónomos de Nevada para un taxi teledirigido que puede transportar a un solo pasajero durante hasta 23 minutos con el dron EHang 184.
Ehang 184 fue presentado en Consumer Electronics Show 2016 y se convirtió en el primer avión no tripulado de pasajeros del mundo.